# Zuccarello
Zuccarello is een gemeente in de Italiaanse provincie Savona (regio Ligurië) en telde op 31 december 2015 ruim 300 inwoners. 

## Demografie
Zuccarello telt 309 inwoners. Het aantal inwoners steeg in de periode 1991-2015 met 3% volgens ISTAT. De oppervlakte bedraagt 10,7 km², de bevolkingsdichtheid is 29 inwoners per km².
| jaar | aantal inwoners |
| ---- | --------------- |
| 1991 | 300             |
| 2001 | 289             |
| 2004 | 327             |
| 2013 | 320             |
| 2015 | 309             |

## Geografie
Zuccarello grenst aan de volgende gemeenten: Arnasco, Balestrino, Castelbianco, Castelvecchio di Rocca Barbena, Cisano sul Neva, Erli.